# Yacimiento de Nyayanga
El yacimiento de Nyayanga es un yacimiento arqueológico ubicado en la península de Homa, a orillas del lago Victoria, Kenia.

## Historia
Nyayanga (0° 23.909'S, 34° 27.115'E) fue excavado por primera vez por el Proyecto Paleontológico de la Península de Homa (Homa Peninsula Paleoanthropological Project) en el año 2000, en una colaboración entre el Museo Nacional de Kenia, la Universidad de la Ciudad de Nueva York y el Instituto Smithsoniano. Se sucedieron distintas intervenciones en 2007, 2011, 2012 y 2015. Los fósiles y artefactos se encuentran en la colección de la organización estatal Museos Nacionales de Kenia en Nairobi.

## Hallazgos
Un equipo formado por investigadores del Museo Nacional de Kenia, el Museo Nacional de Historia Natural del Instituto Smithsoniano y del Queens College de la Universidad de la Ciudad de Nueva York publicaron un estudio sobre los hallazgos del yacimiento, en el que se encontraron restos de más de 300 herramientas de piedra de hasta tres millones de años de antigüedad junto a fósiles de dos dientes molares del género homínido extinto Paranthropus. Estos hallazgos refuerzan la idea de que el género Homo no fue el único capaz de utilizar herramientas. La mayoría de estas herramientas están fabricadas con rocas como cuarzo y riolita, en incluyen piezas afiladas para picar y raspar; los núcleos de piedra, o material de partida, de los que se extraían lascas; y los martillos utilizados para golpear los núcleos. 
También se encontraron unos 2000 restos fósiles de animales entre los que se encuentran tres esqueletos incompletos de hipopótamos con señales de cortes de herramienta como una marca profunda en una costilla y varios cortes paralelos en el hueso de la espinilla, así como restos de esqueletos de antílopes con marcas de herramientas de corte. El estudio fue publicado en la revista Science el 9 de febrero de 2023.
Por otro lado constituyen los restos de herramientas realizadas por homínidos más antiguas jamás encontradas, retrasando en cientos de miles de años la fecha de la creación de la tecnología olduvayense del Paleolítico inferior. Estos restos de herramientas datan de 2,9 millones de años mientras que los predecesores, encontrados en 1970 en Gona (Etiopía) datan de 2,6 millones de años.  
Las herramientas olduvayenses son las más extendidas y persistentes en el tiempo de las herramientas homínidas. El desgaste de las herramientas y los huesos encontrados en el yacimiento indican que fueron utilizadas para procesar varios alimentos, incluyendo el procesamiento de plantas y carne de hipopótamo.